# Bảy sự thương khó của Đức Mẹ
Bảy sự Thương khó của Đức Mẹ là những đau buồn mà Maria đã cảm nghiệm trong cuộc sống. Những điều này đã được tóm lược và trở thành Kinh Ngắm Bảy sự thương khó Đức Mẹ được sử dụng trong kinh nguyện của Kitô giáo.
Lần lượt là:
- Khi nghe ông thánh Simêon nói tiên tri (Lc 2,34-35).
- Khi trốn sang Ai Cập (Mt 2,13-21).
- Khi lạc mất Đức Giêsu ở Jesusalem trong ba ngày (Lc 2,41-50).

Bốn sự thương khó khác liên hệ đến cuộc khổ nạn của Đức Kitô, được các tác giả Tin Mừng kể ra hay ám chỉ gồm:
- Khi Đức Mẹ gặp Đức Giêsu trên đường đến núi Sọ.
- Khi Đức Giêsu bị đóng đinh.
- Khi Xác Đức Giêsu được tháo xuống khỏi Thánh Giá.
- Khi chôn xác Đức Giêsu trong mồ.

Có hai ngày lễ kính Bảy sự thương khó Đức Mẹ: trước hết là ngày thứ Sáu sau Chúa nhật Thương Khó, đã được Giáo hoàng Biển Đức XIII mở rộng cho toàn thể Hội Thánh vào năm 1727. Ngày thứ hai là ngày 15 tháng 9, ban đầu vào năm 1668 chỉ dành cho Dòng Tôi Tớ Đức Mẹ nhưng tới năm 1814, Giáo hoàng Piô VIII đã áp dụng cho toàn thể Hội Thánh Công giáo. Từ khi lịch Rôma được sửa đổi sau Công đồng Vatican II chỉ có ngày lễ 15 tháng 9 là được giữ lại nhưng được đổi tên thành lễ kính Đức Mẹ Sầu Bi.